# Bedford Série Y
 (novembre 2021).
Le Bedford Série Y est une gamme de châssis pour autocars et autobus, à un étage, fabriquée de 1971 à 1986 par l'ancien constructeur anglais Bedford, filiale de Vauxhall. Ces châssis ont servi de base à de très nombreux modèles d'autocars et autobus de plusieurs marques anglaises. C'est le dernier modèle construit par Bedford avant sa cessation d'activité en 1986.

## Différents châssis

### Châssis Bedford YRQ
Le Bedford YRQ, présenté en 1970, est un châssis d'autocar de 33 pieds (10 mètres), destiné à remplacer le Bedford VAM. Le moteur est placé verticalement au centre, entre les deux essieux, sous le plancher. Les carrosseries sur cette version peuvent accueillir 48 à 53 passagers. Les porte-à-faux avant et arrière sont de 2,08 m et 2,18 m pour un empattement de 5,64 mètres.

### Châssis Bedford YRT
En 1972, une version de 36 pieds (11 mètres), le YRT, est présentée pour remplacer le Bedford VAL à deux essieux. Les carrosseries sur cette version peuvent aussi accueillir 48 à 53 passagers. Les porte-à-faux avant et arrière sont de 2,08 m et 3,18 m pour un empattement de 5,64 mètres.  

### Châssis YLQ & YMT
De nouveaux moteurs plus puissants sont disponibles à partir de 1975 avec les YLQ (10m) et YMT (11m).

### Châssis YNT
Le 1980, Bedford présente le YNT, un développement du YMT avec un moteur suralimenté tandis que le YLQ est renommé YUL et PMJ.
Le Bedford YNT a été lancé très discrètement avec la présentation d'un prototype de pré-production équipé du moteur Bedford de 154 kW avec une boîte de vitesses overdrive Turner MS à 6 rapports.

### Châssis YNV
Le YNV Venturer est un châssis de 12 mètres avec, pour la première fois, suspension pneumatique. C'est le dernier développement de la série Y, présenté en 1984.

## Différentes versions

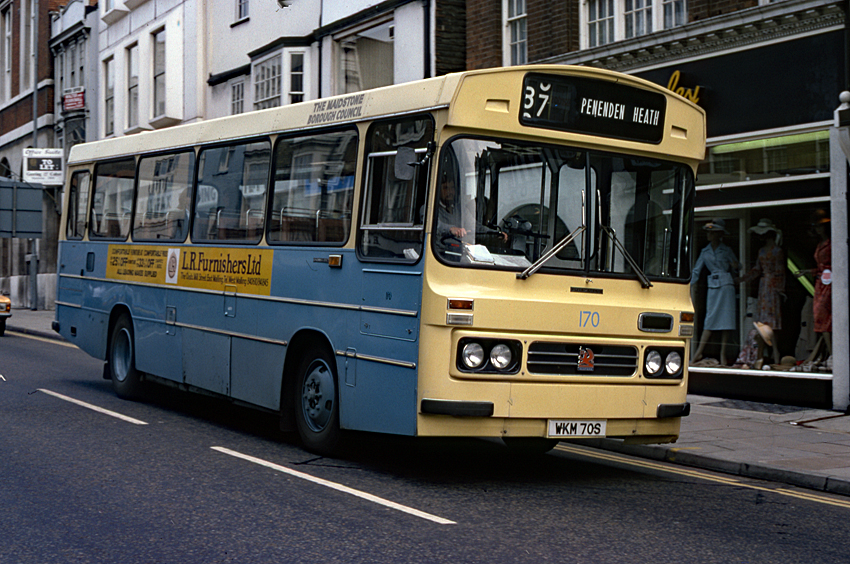
Duple Dominant sur châssis Bedford YLQ (1980)

La série Y a été produite en quatre longueurs différentes : 8 - 10 - 11 et 12 mètres. La plupart de ces châssis ont été carrossés en autocars, mais les versions courtes, 8 - 10 et 11 mètres ont également été carrossées en midibus et autobus à un étage. Le nombre de places assises varie selon les constructeurs et les compagnies de transport, mais sont généralement de 45 sièges pour un autocar de 10 mètres et de 53 sièges pour un de 11 m. La version de 12 mètres n'a été carrossée qu'en autocar, sauf un seul exemplaire, un autocar Plaxton Paramount équipé de sièges de bus dans un aménagement de grande capacité.
Bedford Série Y :
- 8 mètres
  - YMP/S
- 10 mètres
  - YRQ
  - YLQ
  - YMQ
  - YMP
- 11 mètres
  - YRT
  - YMT
  - YNT
- 12 mètres
  - YNV Venturer

Les autocars et autobus carrossés sur les châssis Bedford Série Y ont été largement vendus au Royaume-Uni, principalement à des opérateurs indépendants, ainsi que sur les marchés d'exportation. Les principaux utilisateurs sont les carrossiers Duple et Plaxton.
La production d'autobus et de camions Bedford a cessé définitivement en 1986.